# Svärtevatten
Svärtevatten är en sjö i Stenungsunds kommun i Bohuslän och ingår i Göta älv-Bäveåns kustområde. Sjön är 11,5 meter djup, har en yta på 0,013 kvadratkilometer och befinner sig 115 meter över havet.